# Eardisley
Eardisley är en civil parish i Storbritannien. Den ligger i grevskapet Herefordshire och riksdelen England, i den södra delen av landet. I området finns jordbruksmark.